# باشگاه فوتبال لوزیانیا
باشگاه فوتبال لوزیانیا (به پرتغالی: Associação Atlética Luziânia) یک باشگاه فوتبال برزیلی از لوزیانیا، ایالت گویاس است.
لوزیانیا در رتبه‌بندی باشگاه‌های ملی فدراسیون برزیل در رتبه ۲۲۲ قرار دارد و ششمین باشگاه برتر در بین باشگاه‌های وابسته به FFDF است.

## تاريخچه
این باشگاه در سال ۱۹۲۶ با نام باشگاه فوتبال لوزیا تأسیس شد، زیرا این شهر در ابتدا سانتا لوزیا نامیده می‌شد، اما در سال ۱۹۴۵ نام خود را به لوزیانیا تغییر داد و این باشگاه با نام لوزیانیا شناخته شد.
نکته جالب در مورد این باشگاه، وابستگی آن به اتحادیه فوتبال ناحیه فدرال است و نه اتحادیه فوتبال ایالت گویاس. توضیح این واقعیت به مسافت‌هایی مربوط می‌شود که این باشگاه برای رقابت در مسابقات گویانو باید طی کند - از لوزیانیا تا گویانیا کمتر از ۲۰۰ کیلومتر و فاصله از برازیلیا تنها ۷۰ کیلومتر است.

## ورزشگاه
لوزیانیا بازی‌های خانگی خود را در ورزشگاه زکینیا روریز انجام می‌دهد. ظرفیت این ورزشگاه ۲۱٬۵۶۴ نفر است.

## افتخارات

### ایالت
- کامپوناتو برازیلینسه
  - قهرمان (۲): ۲۰۱۴، ۲۰۱۶
  - نایب‌قهرمان (۱): ۲۰۱۲

### تیم بانوان
- کامپوناتو برازیلینسه (بانوان)
  - قهرمان (۱): ۲۰۰۶